# 黒田俊介
黒田 俊介（くろだ しゅんすけ、1977年3月18日- ）は、日本のミュージシャン、作詞家、作曲家、YouTuberである。日本の音楽デュオ・コブクロのメンバーで、ボーカルを担当している。愛称「黒ちゃん」。身長193cm。血液型O型。3人兄弟の次男。
大阪府堺市南区出身。既婚。

## 人物
- サングラスがトレードマーク。
- 俳優の岸谷五朗に似ていると言われている。
- ビートルズやスティービー・ワンダー、レッド・ホット・チリ・ペッパーズなど、洋楽全般を好む。
- コブクロとしての活動時はギターは弾かないが、『Gibson J-200』や『Taylor 714』、『Fender Stratocaster（エリック・クラプトンモデル）』などを所有しており、自宅で弾いている。
- デビューした当時は素顔で活動するも、途中で眼鏡を掛けていた。その後ブレイクする前にサングラスに変えて今に至る。しかし、2021年から徐々にサングラスの色が薄くなり、2022年現在は黒縁の眼鏡をかけている。
- 髪型は基本短髪が多いが、2021年以降髪を伸ばしている。
- 2007年9月8日に第1子の長男、2011年4月18日に第2子となる次男、2016年4月28日に第3子となる三男誕生。
- 2011年8月28日、小渕の発声時頸部ジストニアにより、コブクロの活動を当面の間休養することが発表される。黒田自身も、持病の腰痛の悪化等のため休養することとなった。
- 2012年4月5日、コブクロの活動を再開。
- 尾崎豊を敬愛しており、特に「I LOVE YOU」は中学生の時にカラオケで披露し、友人に絶賛されたことで歌手を目指すきっかけにもなった。2013年には大阪・オリックス劇場で開催された「集まれOZAKI~OSAKA OZAKI NAIGHT~」に単独で出演し、「ダンスホール」「I LOVE YOU」を披露した。
- 2023年10月、急性肝炎で入院[1]。
- 2024年9月、1年限定で大阪府堺市に焼肉サンドテイクアウト専門店を開いた[2]。

## 作詞・作曲一覧

### コブクロとしての作品
恋愛をテーマにすることが多い小渕に対し、黒田は、夢を追うことや努力を続けることの大切さをテーマにすることが多い。

#### 単独での作詞・作曲作品
- Lost Ambitious（作詞・作曲）※未音源
- Black Bird（作詞・作曲)※未音源
- 心に笑みを（作詞・作曲）
- The Big Man's Blues（作詞・作曲）
- OverFlow（作詞・作曲）
- 翼よあれが巴里の灯だ（作詞・作曲）
- 背番号1（作詞・作曲）
- DOOR（作詞・作曲）
- Rising（作詞・作曲）
- 大樹の影（作詞・作曲）
- 風の中を（作詞）
- 月光（作詞・作曲）
- To calling of love（作詞・作曲）
- LIFE GOES ON（作詞・作曲）
- Tearless（作詞・作曲）

#### 小渕との共作
- ANSWER（作詞・作曲）
- STRAIGHT（作詞・作曲）
- 桜（作詞・作曲）
- Starting Line（作詞・作曲）※小渕、21STREETリスナーとの共作
- 時の足音（作詞・作曲）
- 交響曲第5296番（作曲）
- One Song From Two Hearts（作曲）
- 未来（作曲）
- NO PAIN, NO GAIN feat. 布袋寅泰（作詞）
- 卒業（作詞・作曲）
- 灯ル祈リ（作曲）
- この地球の続きを（作詞・作曲）
- エンベロープ（作曲）

### その他の作品

#### 絢香×コブクロ
※いずれも絢香、小渕との共作
- WINDING ROAD（作詞・作曲）
- あなたと（作詞・作曲）